# 史延程
史延程（1886年—1979年）字伊源，原籍山東省樂陵縣，中华民国法官。

## 生平
光绪十九年農曆十一月二十六日生。自幼受良好敎育。奉天法政專門學校畢業，學成畢業时適逢辛亥革命，清朝灭亡，史延程乃投身司法界，历任奉天省復縣地方審判廳、安東地方審判廳、遼陽地方審判廳、瀋陽地方審判廳等地方審判廳廳長，奉天高等審判廳廳長、遼寧高等法院院長。1931年九一八事變後，調任湖北高等法院院長。民國25年（1936年），调任廣東高等法院院長，任职十四年。
民國三十八年（1949年），中华民国政府播迁台湾，推行司法改革，史延程被任命為台灣高等法院院長。民國四十七年（1958年），政府特任史延程為司法院大法官，任期九年。
史延程精研孔子學説，於民國三十八年（1949年）6月間，与毛松年在廣州市創立中華聖道會，邀请地方人士及司法界人士共同研究中華傳統文化。來台湾後，繼續宏揚中華聖道。

## 著作
- 大學眞傳
- 中庸直解
- 天人合一思想
- 孔子敎義研究
- 孔子聖道與中華文化[1]
- 經學要義